# Kurnell-Raffinerie
Die Kurnell-Raffinerie (englisch: Kurnell Refinery) der Caltex war eine australische Raffinerie auf der Kurnell Peninsula Headland in Sydney, Bundesstaat New South Wales. Die Raffinerie wurde aufgrund des starken Konkurrenzdrucks durch Raffinerien in Asien 2014 stillgelegt. Vor der Stilllegung war die Kurnell-Raffinerie die größte Raffinerie in New South Wales und nach der Kwinana-Raffinerie der BP die zweitgrößte in Australien.

## Lage
Die Raffineriegelände befindet sich auf der Kurnell-Halbinsel im südlichen Stadtgebiet von Sydney. Die Halbinsel liegt zwischen der Botany Bay und dem Pazifischen Ozean. Im Süden des Werksgeländes war die Caltex Lubricating Oil Refinery angegliedert, welche Schmierstoffe auf Ölbasis produzierte. Im Osten grenzt das Areal an den Botany-Bay-Nationalpark.

## Geschichte
1951 teilte Caltex der Sutherland Shire Council mit, eine Raffinerie errichten zu wollen. Die Bauarbeiten an der Raffinerie starteten im Dezember 1953. Zum Tank- und Auslieferungslager im Banksmeadow Oil Terminal in der Botany Bay City wurden durch eine niederländische Spezialfirma Pipelines durch die Botany Bay verlegt. Um Erdöl aus der Bass-Straße zu verarbeiten, wurde die Raffinerie zwischen 1964 und 1973 erweitert.
Im Juli 2012 gab die Caltex bekannt, dass die Kurnell-Raffinerie stillgelegt werden soll. Geplant war, auf dem Gelände ein Import-Terminal einzurichten.
Nach der Stilllegung wurden kleinere Teile der Raffinerie als Öl-Terminal weiterbetrieben. Der Abriss der Prozessanlagen, welcher schon 2014 begonnen hatte, zog sich bis 2019 hin. Es wurden insgesamt 14 Prozessanlagen, 67 Öltanks sowie unzählige Rohrleitungen abgebaut. Durch den Abriss mussten 112.000 Tonnen Betonschutt und 50.000 Tonnen Stahlschrott wiederverwertet oder entsorgt werden.

## Technische Daten
Das verarbeitete Rohöl wurde vom Öl-Terminal Kurnell Wharf in der Botany Bay zur Raffinerie geleitet. Die Produkte verließen die Raffinerie per Pipeline zu den Terminals in Banksmeadow, Silverwater und Wickham (Newcastle).

### Verarbeitungsanlagen
Die Verarbeitungsanlagen der Kurnell-Raffinerie:
- 2 atmosphärische Destillationen
- Vakuum-Destillation
- 2 FCC-Einheiten
- Polymerisation
- Alkylierung
- Flüssiggas-Splitter
- Entschwefelungsanlagen
- Cyclohexan-Produktion
- Raffineriekraftwerk
- Schwefelrückgewinnung

## Caltex Lubricating Oil Refinery
Zwischen 1961 und 1963 wurde im südlichen Werksgelände die Caltex Lubricating Oil Refinery errichtet. Hier wurden bis zu 168.000 Tonnen Schmierstoffe im Jahr produziert. Die Produktion von Schmierstoffen in der Lubricating Oil Refinery wurde 2011 eingestellt, 85 Angestellte verloren ihre Arbeitsstelle. 2012 wurde die Schmierölraffinerie abgerissen.